# Marvan

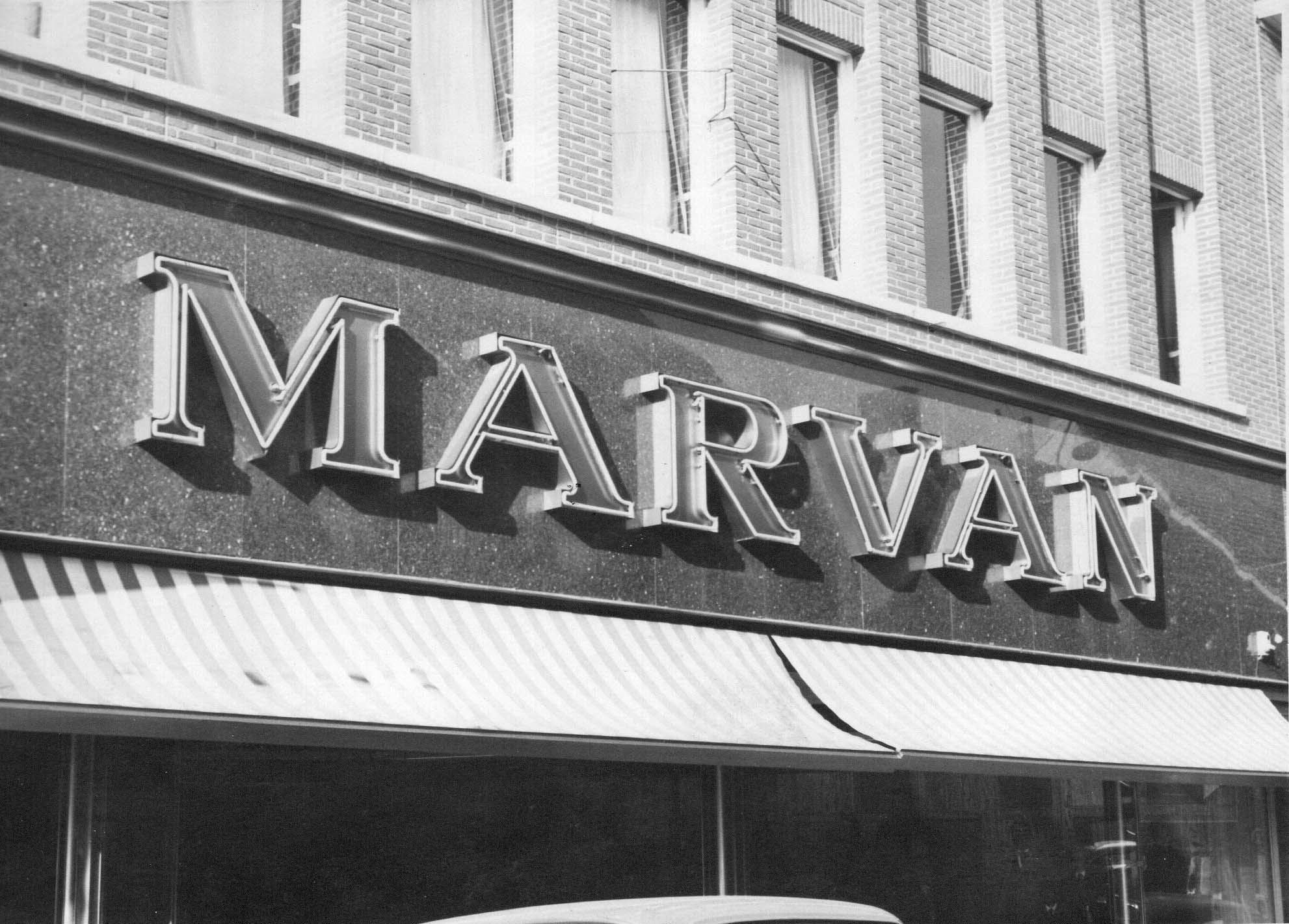
Marvan kortrijk

Marvan is een voormalig Belgisch bedrijf dat gespecialiseerd was in de confectie en verkoop van herenkledij. Marvan was de commerciële naam voor de Etablissements René Debaise-Hannecart. De hoofdzetel was gevestigd in de avenue Wanderpepen 60 in Binche. De winkel telde 37 filialen verspreid over heel België.
Het bedrijf werd opgericht op 29 juli 1952 en op 4 juni 1984 failliet verklaard.

## Confectieatelier
De toegang tot het confectieatelier bevond zich op het nummer 66 van de avenue Wanderpepen. De site stond echter al heel lange tijd leeg en was sinds 2014 eigendom van de stad Binche met de bedoeling om de bedrijfsgebouwen af te breken en onder de naam L'îlot des Pastures een nieuwe stadsontwikkeling op te starten met onder meer winkels, woningen en kleine bedrijfjes.
Vooraleer met de afbraak te kunnen beginnen, is het complex op 21 april 2015 in de vlammen opgegaan.